# 真空包裝

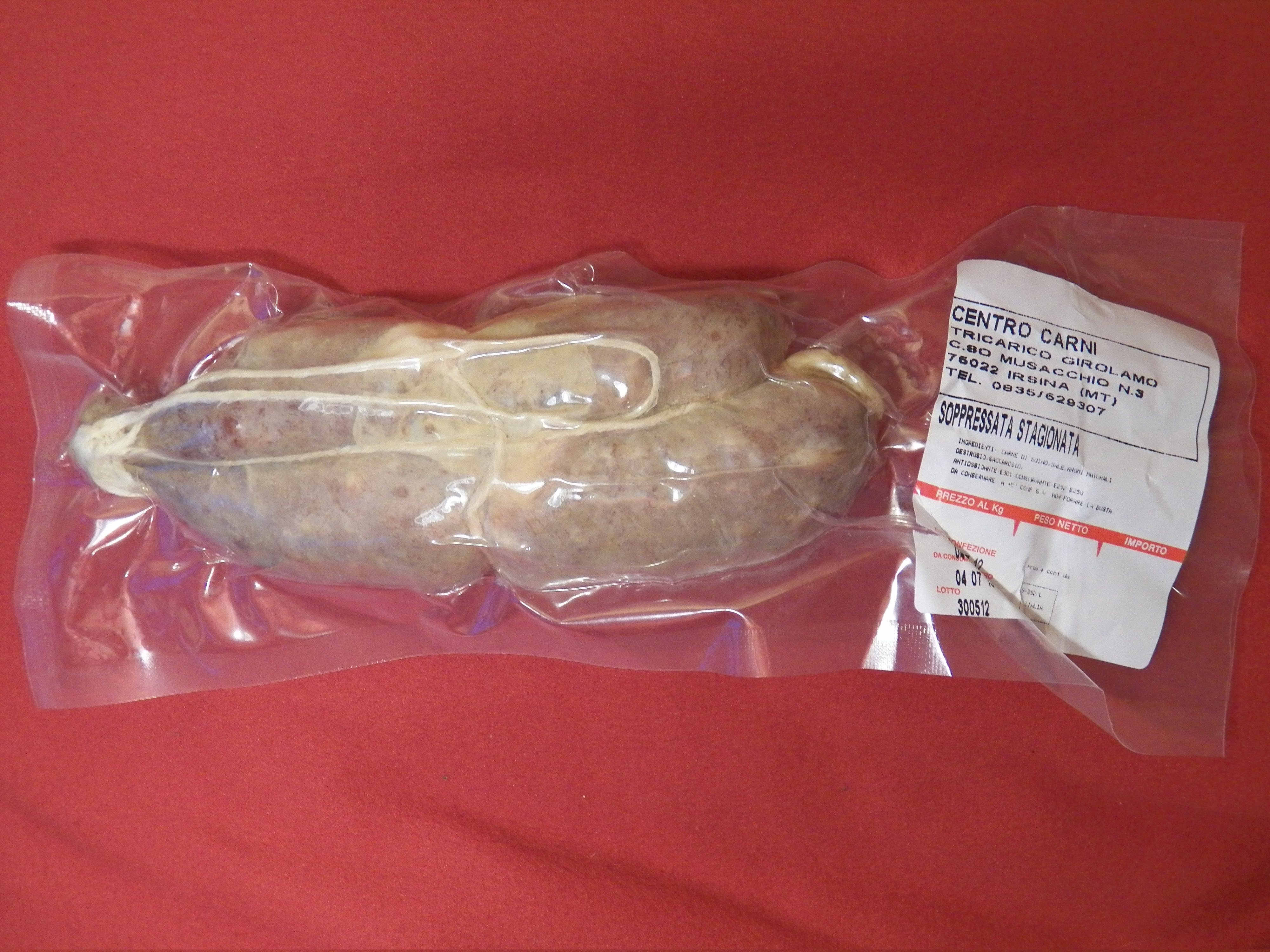
義大利巴西利卡塔大區生產的真空包裝醃製香腸

真空包裝是用於將物品放入，並具有高氣密性的塑膠或鋁箔袋內包裝封口，可隔絕氣體、液體、日光進入和高度抗韌性。通常情況下需要配合真空包裝機一起使用。主要原理是將包裝容器內的氣體抽出後密封，讓袋內的空氣減少至微生物無法生存，以防止氧化活動和食品腐爛。有效地保持產品的新鮮和高度延續產品壽命。

## 簡介
真空包裝是一種能有效延長產品的保質期的方法，能保護其不受外部因素影響。由於空氣和空氣中的氧氣被隔離，吸氧微生物不能生存，就不能再破壞食物。雖然不能100%完全隔絶細菌，但是真空包裝確實可以將保存期延長許多，所以現在大都提倡使用真空包裝袋分裝食材儲存。
密封包裝也非常適合許多非食品產品。包括一些比較大有價值的產品：如座墊、紙幣、電器元件，珠寶和手錶。可適用的產品並不止於此，任何能想到的其實都可以真空包裝。
真空包裝符合世界衛生標準的基礎有三：
1. 真空包裝可封液體、半流體、固體粒狀、鮮花、化學藥品、貴重藥材、紙質、電子元件等，空氣少、防腐、防潮、防霉、防氧化，可使產品本身不會因為氧氣的氧化而變色。
2. 真空包裝可延緩蔬果的氧化時間，促使產品保存期限增加。
3. 淢少包裝體積，方便儲存，隔絶外部灰塵等附加好處。[1]

## 進一步閱讀
- Robertson, G.L., Food Packaging: Principles and Practice, 3rd edition, 2013, ISBN 978-1-4398-6241-4
- Yam, K. L., Encyclopedia of Packaging Technology, John Wiley & Sons, 2009, ISBN 978-0-470-08704-6
- The Colonel In The Kitchen: A Surprising History Of Sous Vide （页面存档备份，存于） at National Public Radio